# Имаев, Валерий Сулейманович
Валерий Сулейманович Имаев (11 октября 1952, Просвет, Курганская область — 21 марта 2020, Нерюнгри, Якутия) — доктор геолого-минералогических наук (1994), профессор, лауреат Государственной премии Российской Федерации (2003).

## Биография
Валерий Сулейманович Имаев родился 11 октября 1952 года на станции Просвет Просветского сельсовета Курганского района Курганской области, ныне село входит в Кетовский муниципальный округ Курганской области.
В 1975 году окончил Геологический факультет Московского государственного университета по специальности «Геологическая съемка и поиски месторождений полезных ископаемых».
В 1975—1994 годах работал в Институте геологии Якутского филиала Сибирского отделения АН СССР в должностях от старшего лаборанта до ведущего научного сотрудника.
Специалист в области геодинамики, неотектоники и сейсмотектоники. В 1983 г. в Институте геологии и геофизики СО АН СССР (Новосибирск) защитил кандидатскую диссертацию на тему «Мезозойско-кайнозойская тектоника, поля напряжений и сейсмичность Южной Якутии», в 1994 г. там же — докторскую диссертацию на тему «Активные разломы и сейсмотектоника Северо-Востока Азии». Профессор (2001).
В 1994—1999 годах — заведующий отделами Президиума АН Республики Саха (Якутия): арктических исследований (1995—1996), внешних связей (1996—1998).
С 1999 года — профессор кафедры геофизических методов поиска и разведки месторождений полезных ископаемых геологоразведочного факультета Якутского государственного университета им. М. К. Амосова.
В 2002—2006 годах — ведущий научный сотрудник лаборатории сейсмогеологии, с 2006 г. заведующий лабораторией сейсмогеологии Института земной коры СО РАН.
С 2015 года — главный научный сотрудник лаборатории геодинамики и региональной геологии Института геологии алмаза и благородных металлов СО РАН.
Читал курсы лекций «Основы геодинамики и геотектоники» и «Региональная геология России» на геологоразведочном факультете Нерюнгринского технического института (филиала Якутского государственного университета, затем Северо-Восточного федерального университета имени М. К. Аммосова).
Действительный член Академии наук Республики Саха (Якутия) (1996).
Валерий Сулейманович Имаев скоропостижно скончался 21 марта 2020 года в городе Нерюнгри Нерюнгринского района Республики Саха (Якутия). Прощание было 25 марта 2020 года в ритуальном зале «Некрополь» города Якутска. Похоронен на Вилюйском кладбище города Якутска Республики Саха (Якутия).

## Награды и звания
- Лауреат Государственной премии Российской Федерации в области науки и техники, 13 декабря 2003 года, за работу (в соавторстве) «Общее сейсмическое районирование территории Российской Федерации: методология и комплект карт ОСР-97»[5][6]
- Медаль имени Петра Великого «За заслуги в деле возрождения науки и экономики России», 1997 год
- Серебряная медаль «60 лет Дню шахтера», 2007 год[7]
- Почетный знак СО РАН «Серебряная сигма», 2007 год
- Член двух докторских диссертационных советов (г. Иркутск и г. Новосибирск)
- Член редколлегии международного журнала «Вопросы инженерной сейсмологии»
- Эксперт Российского Фонда Фундаментальных Исследований (РФФИ)
- Член Американского геофизического союза (1994)

## Научные труды
Автор и соавтор более 220 научных работ.
- Активные разломы и сейсмотектоника Северо-Восточной Якутии. — Якутск, 1990. (в соавт.)
- Сейсмическое районирование Якутии: Учебное пособие для студентов вузов. — Якутск, 1999. (в соавт.)
- Тектонические критерии сейсмичности Южной Якутии. — М.: Наука, 1986.

Подготовил двух кандидатов и двух докторов наук.